# Estación de Puertollano (SMMP)
Puertollano fue una estación de ferrocarril situada en el municipio español de Puertollano, en la provincia de Ciudad Real. Las instalaciones estuvieron en servicio entre 1895 y 1970, constituyendo una de las terminales del ferrocarril de Peñarroya a Puertollano y Fuente del Arco, de vía estrecha. En la actualidad el antiguo complejo ferroviario se encuentra desaparecido.

## Situación ferroviaria
Las instalaciones, que se encontraban situadas a 709 metros de altitud, formaban parte de los siguientes trazados:
- Línea de ancho métrico Peñarroya-Puertollano, punto kilométrico 148,2.
- Línea de ancho métrico Puertollano-Minas de San Quintín, punto kilométrico 0,0.

## Historia
A finales del siglo XIX la Sociedad Minera y Metalúrgica de Peñarroya (SMMP) decidió construir una línea férrea de ancho métrico que enlazase sus instalaciones mineras de Puertollano y Minas de San Quintín. El nuevo trazado entró en servicio en 1899, prestando servicios de pasajeros y mercancías. En Puertollano se levantó una estación de estilo francés destinado a prestar servicios de pasajeros y mercancías. Más adelante SMMP puso en marcha la construcción de otra línea férrea que enlazase Peñarroya y Puertollano, si bien su construcción se realizó a través de varias fases y no se completaría hasta 1927. El tramo Conquista-Puertollano fue electrificado, lo que permitiría el uso de locomotoras eléctricas con mayor potencia para esta compleja sección. Las instalaciones de Puertollano también fueron electrificadas.
En 1924 la explotación de la red ferroviaria de SMMP pasó a manos de una filial, la Compañía de los Ferrocarriles de Peñarroya y Puertollano. A mediados de la década de 1950 la SMMP revirtió sus concesiones ferroviarias al Estado ante los déficit que generaba la explotación, por lo que en 1956 el control de las líneas e instalaciones pasó al organismo de Explotación de Ferrocarriles por el Estado. En 1965 el ente Ferrocarriles Españoles de Vía Estrecha (FEVE) se hizo cargo de estas funciones. El trazado sería clausurado al tráfico en 1970, por no ser su explotación económicamente rentable. Algún tiempo después las vías fueron desmanteladas y las instalaciones derruidas.